# 圣拉里布让
圣拉里布让（法語：Saint-Lary-Boujean，法語發音：[sɛ̃ laʁi buʒɑ̃]）是法国上加龙省的一个市镇，属于圣戈当区。

## 地理
圣拉里布让（43°13'44"N, 0°44'9"E）面积8.39 平方千米，位于法国奧克西塔尼大區上加龙省，该省份为法国西南部内陆省份，西南端与西班牙接壤，自此顺时针与上比利牛斯省、热尔省、塔恩-加龙省、塔恩省、奥德省和阿列日省接壤。
与圣拉里布让接壤的市镇（或旧市镇、城区）包括：卡尔代亚克、卡萨尼亚贝尔图尔纳、沙尔拉、锡亚杜、圣马尔塞、萨芒。

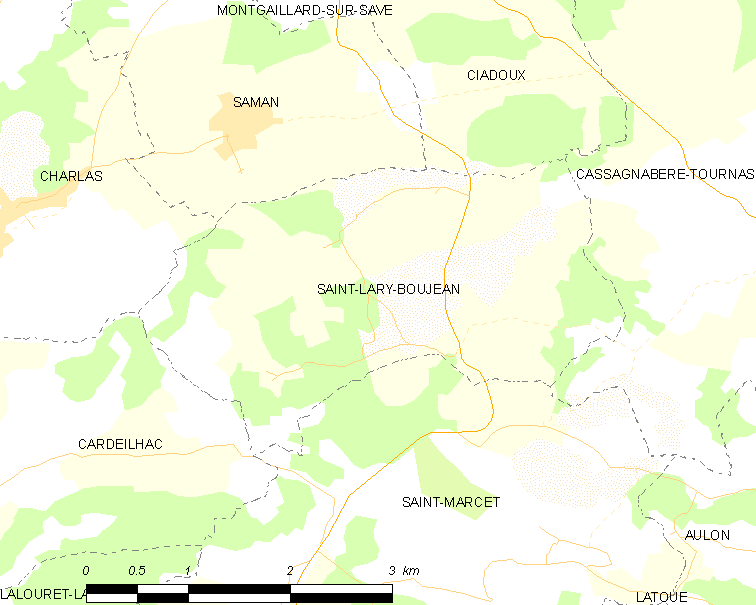
圣拉里布让的OSM定位图

圣拉里布让的时区为UTC+01:00、UTC+02:00（夏令时）。

## 行政
圣拉里布让的邮政编码为31350，INSEE市镇编码为31493。

## 政治
圣拉里布让所属的省级选区为圣戈当县。

## 人口

1962-2008年间圣拉里布让人口变化图示

圣拉里布让于2022年1月1日时的人口数量为127人。